# Muriel Robin
Muriel Robin (Muriel Marie Jeanne Robin) (Montbrison, 2 augustus 1955) is een Franse comédienne en actrice.
Ze is vooral bekend van haar one woman shows. Verder speelt ze in andere toneelstukken, is ze in Frankrijk een bekende radio- en televisiepersoonlijkheid.
Ze heeft in meerdere langspeelfilms gespeeld. De komedie Les Couloirs du temps : Les Visiteurs 2 (1998), een kaskraker in Frankrijk, is de meest bekende. In 2007 krijgt ze de Emmy Award voor beste vrouwelijke hoofdrol voor haar rol de televisiefilm Marie Besnard, l'empoisonneuse.
Sinds 1992 is ze ambassadeur van de liefdadigheidsorganisatie les Restos du Cœur die voedsel en andere voorzieningen verzorgt voor daklozen. Elk jaar is ze te zien tijdens het benefietconcert Les Enfoirés, waar geld in wordt gezameld voor deze organisatie. Ze is ook actief voor andere liefdadigheidsorganisaties. In 2008 wordt ze toegelaten tot het Legioen van Eer.